# Anartia amathea
Espèce
Anartia amathea est un insecte lépidoptère appartenant à la famille des Nymphalidae à la sous-famille des Nymphalinae, tribu des Victorinini et au genre Anartia.

## Dénomination
L'espèce Anartia amathea a été décrite par le naturaliste suédois Carl von Linné en 1758, sous le nom initial de Papilio amathea.

### Synonymes
- Papilio amathea (Linné, 1758) protonyme
- Anartia silvae (Burmeister, 1861) [1]

### Noms vernaculaires
Anartia  amathea se nomme Brown Peacock ou Scarlet Peacock ou Coolie en anglais.

## Taxinomie
Sous-espèces
- Anartia amathea amathea; Guyane et Suriname
- Anartia amathea roeselia (Eschscholtz, 1821); au Brésil, Paraguay, Uruguay et en Argentine.

synonymie pour cette sous-espèce
Cynthia roeselia (Eschscholtz, 1821)
Anartia silvae (Burmeister, 1861)
Anartia amathea thyamis (Fruhstorfer, 1907)
Anartia fatima mirus (Martin, 1923)
Papilio plato (Larrañaga, 1923)
- Anartia amathea sticheli Fruhstorfer, 1907 ; en Bolivie.
- Anartia amathea ssp aux Antilles[1].

## Description
C'est un grand papillon de couleur marron avec une bande médiane rouge qui barre les postérieures et se prolonge sur la moitié des antérieures puis par deux lignes rouges. Deux lignes plus externes de taches blanches aux antérieures et une ligne submarginale de taches rouges complètent l'ornementation.
Le revers des ailes antérieures présente les mêmes lignes rouges entre une partie basale ocre et une partie distale marron à bande de taches blanches. Les ailes postérieures sont ocre à bande postdiscale blanchâtre puis marron.

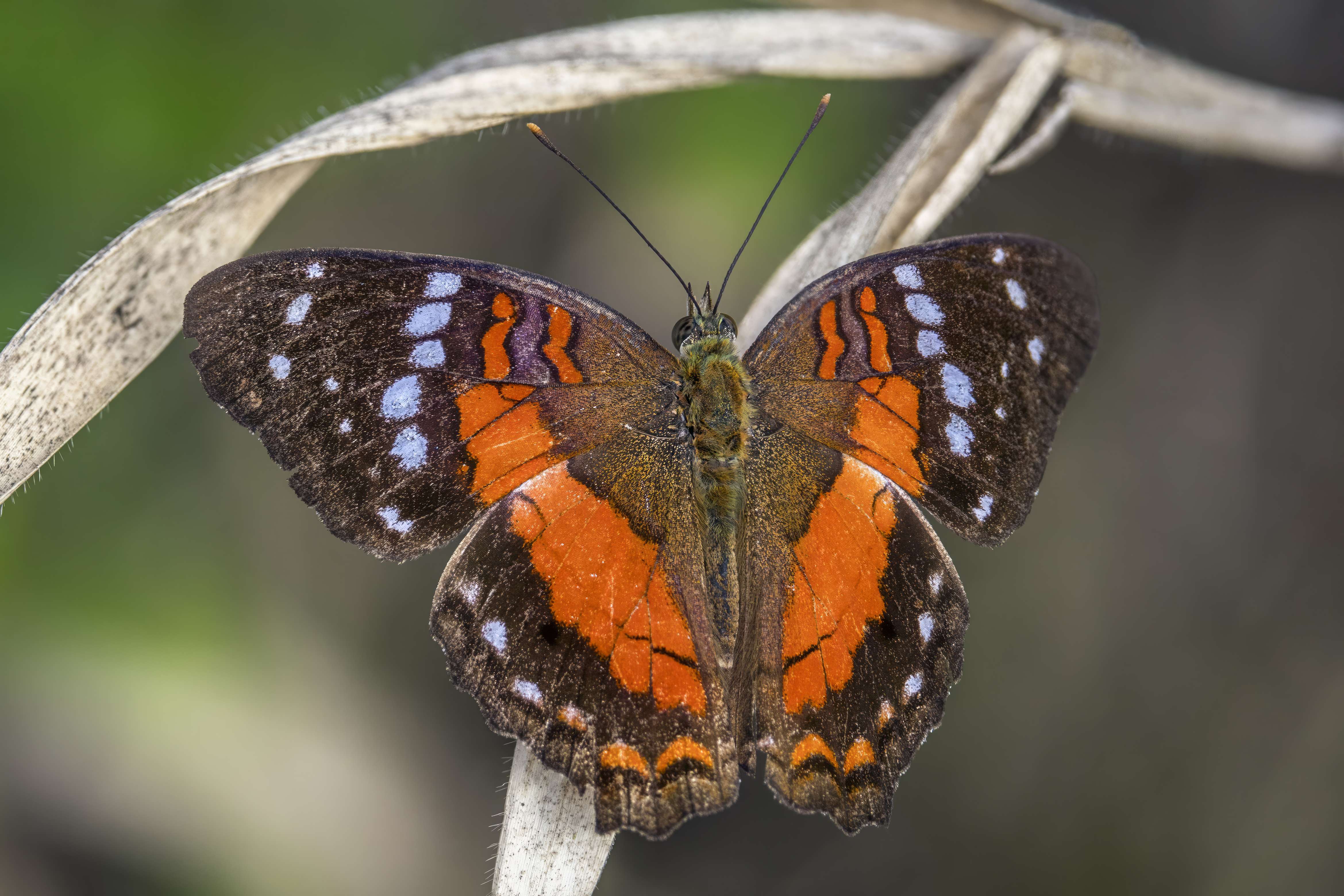
Dessus de l'imago.
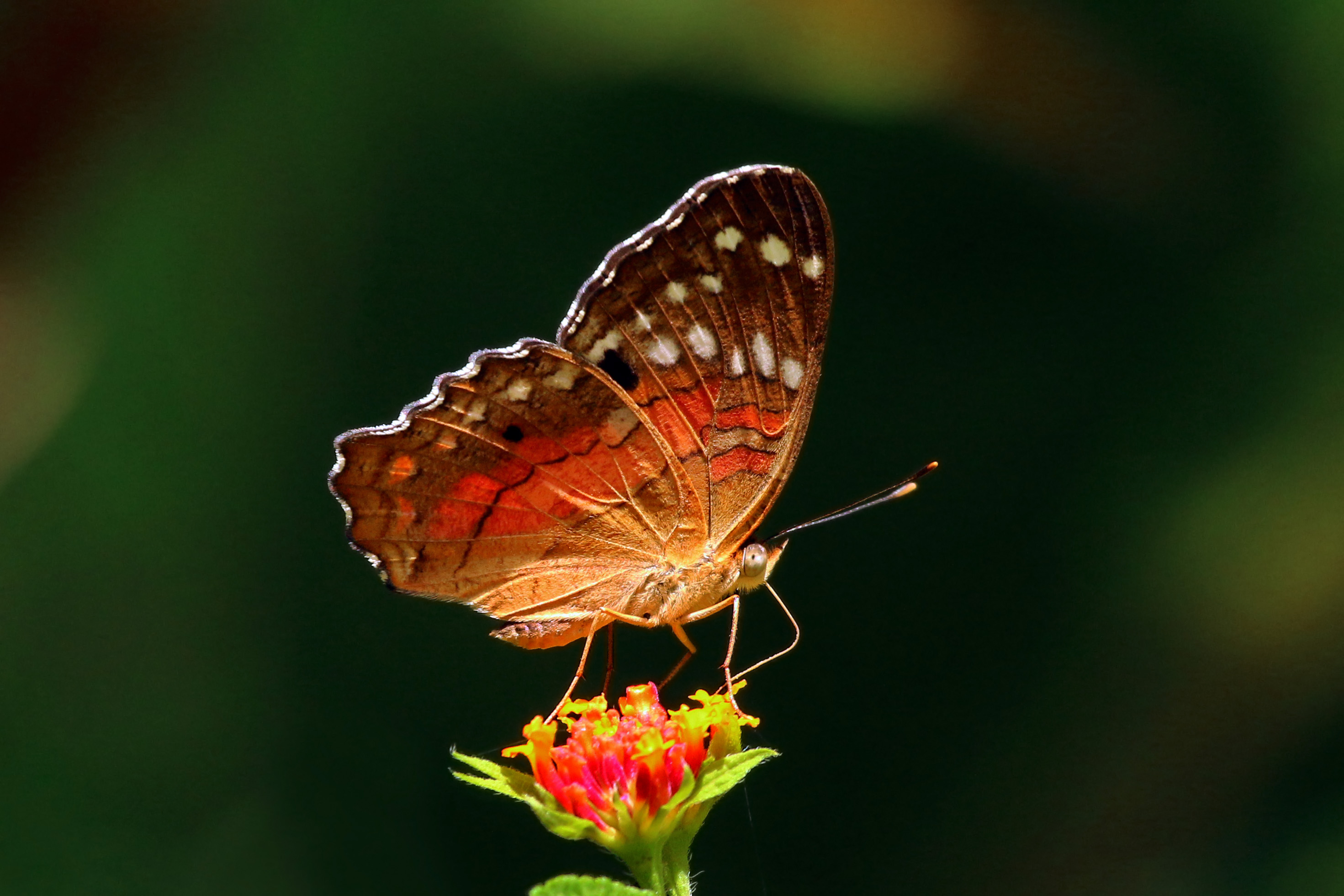
Revers de l'imago.

## Biologie
Sa biologie est mal connue.

### Plantes hôtes
Les plantes hôtes comportent des Acanthaceae et des Labiatae.

## Écologie et distribution
L'espèce est répandue dans toute l'Amérique du Sud, et est aussi présente à Panama et aux Antilles.

### Biotope
Il réside en divers lieux en région subtropicale dont les prairies, les bords de route et les jardins.

### Protection
Pas de statut de protection particulier, c'est un des papillons les plus courants d'Amérique du Sud.